# چاه گزی (جویم)
چاه گزی، روستایی در دهستان جویم بخش مرکزی شهرستان جویم در استان فارس ایران است.

## جمعیت
بر پایه سرشماری عمومی نفوس و مسکن در سال ۱۳۹۵، جمعیت این روستا برابر با ۳۰۷ نفر (۸۷ خانوار) بوده‌است.